# Bộ Hệ (匸)
Bộ Hệ (匸) có nghĩa là "che đậy" là một trong 23 bộ thủ được cấu tạo từ 2 nét trong số 214 Bộ thủ Khang Hy.
Trong Từ điển Khang Hy, có 17 ký tự (trong số 49.030) được tìm thấy dưới bộ thủ này.

## Chữ dùng bộ Hệ (匸)

Tiểu triện

| Số nét | Chữ      |
| ------ | -------- |
| 2 nét  | 匸       |
| 4 nét  | 匹 区    |
| 8 nét  | 匼       |
| 9 nét  | 匽       |
| 11 nét | 匾 匿 區 |